# Hosenfeld
Hosenfeld é um município da Alemanha, situado no distrito de Fulda, no estado de Hesse. Tem 50,71 km² de área, e sua população em 2019 foi estimada em 4.653 habitantes.